# Joe Carrasco
Joe King Carrasco (nombre artístico de Joseph Charles Teutsch; nacido el 6 de diciembre de 1953) es un guitarrista y vocalista estadounidense. Conocido como el rey del rock'n roll tex-mex, mezcla rock new wave con ritmos latinos.

## Semblanza
Carrasco nació en 1953 en el Condado de Moore (Texas), hijo de Tucker y de Virginia Stovall Teutsch. En el séptimo grado, comenzó a tocar en bandas de garaje en la ciudad de Dumas, en el oeste de Texas. Frecuentaba las playas de México, donde aprendió a apreciar la música del país vecino. De regreso a Texas, formó la banda Joe King Carrasco y El Molino, que incluía a muchos de los futuros miembros de los Texas Tornados. En 1979 lanzó "Tex-Mex Rock & Roll", su primer LP.
A finales de 1979, se unió a Kris Cummings (Kristine Anne Cummings; nacida en 1951), Brad Kizer y Mike Navarro, para formar Joe King Carrasco and the Crowns y poco después de lanzar su primer sencillo, "Party Weekend", la banda "se encontró tocando en lugares de moda en Nueva York, generando colas alrededor de la manzana". El grupo firmó un contrato con el sello británico Stiff Records, y realizó numerosas giras por Europa, Centroamérica, Bolivia, Estados Unidos y Canadá.
Carrasco fue entrevistado en la revista Rolling Stone y apareció en Saturday Night Live. Su canción "Party Weekend" fue regrabada por la MTV como "Party Christmas", y ese video sigue siendo un motivo popular cada Navidad entre los usuarios de Facebook.
Influido por la banda jamaicana de origen británico, The Equators, Joe escribió la canción de reggae "Don't Let a Woman (Make a Fool Out of You)" y la grabó en Synapse Gap con Michael Jackson, cantando armonías de fondo.
A mediados de la década de 1980, se mudó a Nicaragua, y sus canciones se volvieron más políticas a medida que abordaban el clima político de América Central. En 1987, lanzó su CD, Pachuco Hop, cuya canción principal fue luego grabada por Manu Chao.
Durante la década de 1990, la composición de Carrasco se trasladó a un ritmo de cumbia y reggae con un poco de Tex-Mex para darle sabor, una combinación a la que llamó "tequila reggae". Esta mezcla musical se puede escuchar en Dia de Los Muertos, Hot Sun y Hay Té Guacho Cucaracho.
Sus canciones se pueden escuchar en varias películas, como "Caca De Vaca" incluida en la producción de 1983 titulada Breathless, que contaba con la participación de Richard Gere. Sus canciones también sonaron en The Rockford Files y en numerosas películas independientes.
Carrsco ha actuado en numerosas películas. En 2009, lanzó su primera película, Rancho No Tengo, una comedia romántica, que también dirigió y donde interpretó el papel principal. La banda sonora de la película fue lanzada en 2008.
Ha recibido diversos premios a lo largo de su carrera. En 2002, fue incluido en el Salón de la Fama de la Música de Austin. En marzo de 2012, la Academia de Música de Texas lo honró con un premio Lifetime Achievement Award. En los Austin Music Awards de 2012, fue incluido por segunda vez en el Austin Music Hall of Fame, esta vez como "Joe King Carrasco y The Crowns".
Amante de los perros, fundó un grupo sin ánimo de lucro llamado "Viva Perros" (www.vivaperros.org), que recauda dinero para ayudar a encontrar una vida mejor a perros sin hogar, maltratados o abandonados. Una parte de las ganancias de su último CD en vivo, Concierto Para Los Perros, lanzado en 2011, se destinó a varios grupos de rescate de perros a través de Viva Perros, LLC.
Se reunió de nuevo con los Crown originales, el organista y acordeonista Kris Cummings, el bajista Brad Kizer y el baterista Mike Navarro en junio de 2011. Hicieron una gira juntos por primera vez en 30 años durante el verano y luego regresaron al estudio para grabar un nuevo CD, "Que Wow" con "Joe King Carrasco y Los Crowns Originales", lanzado durante su presentación en el Festival de Música SXSW 2012 en Austin, Texas.
Cuando no está de gira, toca regularmente en Nacho Daddy, un restaurante y club de Mex-Tex de Puerto Vallarta, donde reside.

## Bandas y sello discográfico
Carrasco fundó la banda "Joe 'King' Carrasco y El Molino" en Texas a finales de los años 1970. Su álbum, Tex-Mex Rock & Roll, fue autoeditado y luego recogido por Big Beat Records.
Como Joe 'King' Carrasco and the Crowns, Carrasco y su banda lanzaron un álbum homónimo en Stiff Records en 1981. Luego firmaron con el sello principal MCA Records, lanzando Synapse Gap en 1982 (con armonías de Michael Jackson en una canción), y Party Weekend en 1983.
Desde mediados de la década de 1980, Carrasco ha lanzado muchos CD bajo su propio sello independiente, Anaconda Records.

## Nombre artístico
Adoptó el apellido del narcotraficante Fred Gomez Carrasco, quien murió durante el Asedio a la Prisión de Huntsville en 1974.

## Discografía
- Joe King Carrasco & El Molino (1978, Lisa Records)
- Tales of the Crypt (1979, Roir Records)
- Joe "King" Carrasco & The Crowns (1980, Indio Records/Recovery Recordings)
- Party Safari (1981, Hannibal Records)
- Joe King Carrasco & The Crowns (1981, Hannibal Records USA)
- Joe King Carrasco & The Crowns (1980, Stiff Records Europe)
- Synapse Gap (1982, MCA Records)
- Party Weekend (1983, MCA Records)
- Nuevo Wavo (1984, Anaconda Records)
- Bordertown (1985, Big Beat Records USA)
- Bordertown (1985, New Rose Records (Europe)
- Bandido Rock (1987, Roir Records)
- Royal Loyal & Live (1990, Royal Texacali Records)
- Dia De Los Muertos (1993, Royal Texacali Records)
- Anthology (1995, MCA records)
- Hot Sun (1999, Anaconda Records)[3]
- Hay Te Guacho Cucaracho (2001, Anaconda Records)
- El Rey (2008, Anaconda Records)
- Rancho No Tengo (2008, Anaconda Records)
- Concierto Para Los Perros (2011, Anaconda Records)
- Chalupa's Choice - Gran Exitos (2011, Anaconda Records)
- Tattoo Laredo (2011, Anaconda Records)
- Vamos A Get Down (2011, Anaconda Records)
- Que Wow (2012, Anaconda Records)
- Tlaquepaque (2013, Anaconda Records)
- Chiliando (2015, Anaconda Records)

## Película
- Rancho No Tengo (2009, Anaconda)[3]